# Trzyniec
Trzyniec (cz. Třinecⓘ, niem. Trzynietz, słow. Trinec) – miasto statutarne we wschodnich Czechach, w kraju morawsko-śląskim, w powiecie Frydek-Mistek, w obrębie Zagłębia Ostrawsko-Karwińskiego. Położone jest w historycznych granicach regionu Śląska Cieszyńskiego, nad rzeką Olzą, na granicy Pogórza Morawsko-Śląskiego i Pogórza Śląskiego, południowe dzielnice zaś w kotlinie rozdzielającej Beskid Śląski i Beskid Morawsko-Śląski.
W mieście znajduje się istniejąca od I połowy XIX wieku huta żelaza, obecnie największa w całych Czechach. Jest to także ważny ośrodek mniejszości polskiej, stanowiącej 17% ludności miasta. Przez Trzyniec przebiega jeden z dwóch głównych korytarzy transportowych (drogowo-kolejowy) łączących Czechy ze Słowacją: droga nr 11 (będąca fragmentem europejskiej trasy E75 Norwegia-Grecja) oraz linia kolejowa Bohumín – Čadca – dawna Kolej Koszycko-Bogumińska. Swoją siedzibę mają tu: klub hokejowy HC Oceláři Trzyniec i piłkarski Fotbal Trzyniec.
Według danych z 1 stycznia 2024, liczba mieszkańców miasta wynosi 34 266 osób (30. miejsce w kraju).

## Podział administracyjny
Trzyniec podzielony jest na 39 obrębów ewidencyjnych składających się na 13 dzielnic, które z kolei objęte są przez 12 gmin katastralnych. Dzielnica Kanada znajduje się w granicach dwóch gmin katastralnych, Konská i Třinec, który obejmuje także Staré Město, zaś Osůvky w całości znajduje się w gminie katastralnej Český Puncov.
 Dzielnice: Dolní Líštná • Guty • Horní Líštná • Kanada • Karpentná • Kojkovice • Konská • Lyžbice • Nebory • Oldřichovice• Osůvky • Staré Město • Tyra

## Nazwa
Nazwa miasta pochodzi zapewne od gwarowego trzena // trzyna, strzena, trzcena, oznaczającego trzcinę. Porastać ona miała podmokłe tereny w widłach Olzy i Lesznianki, w miejscu, w którym później powstała trzyniecka huta. W dokumentach najstarsze zapisy pochodzą z lat 1467 (w formie z Trencze), 1471 (z Trzencze), 1523 (Strzenecz). W pierwszej połowie XVIII w. pojawiają się formy Trzenietz (1722) i Trinec (1724), wreszcie w 1880 r. po raz pierwszy Trzyniec.

## Historia
Wieś Trzyniec powstała w XIV wieku, pierwsza pisemna wzmianka o niej pochodzi z 1461 roku.
W 1799 r. Trzyniec kupił habsburski książę Albert Sasko-Cieszyński. W 1839 r. uruchomiono tu hutę żelaza, największą na Śląsku Cieszyńskim. Wieś wówczas liczyła ponad 300 mieszkańców, nie było tu jednak ani szkoły ani kościoła. Powodem lokalizacji huty były miejscowe złoża rudy żelaza i dostatek lasów do produkcji węgla drzewnego
W 1871 r. Kolej Koszycko-Bogumińska połączyła wieś z Zagłębiem Ostrawsko-Karwińskim na północy i Słowacją (z jej złożami rudy żelaza) na południu. Przyczyniło się to do gwałtownego rozwoju huty i co za tym idzie – samego Trzyńca. Gdy u schyłku XIX wieku zlikwidowano hutę w Ustroniu, przenosząc niektóre jej wydziały do Trzyńca, tutejsza huta stała się największą w c.k. monarchii.
Według spisu z roku 1880 w Trzyńcu, ówczesnej wsi na Śląsku austriackim, było 109 domów zamieszkałych przez 1792 mieszkańców w tym: Czechów – 259, Polaków – 829, Niemców – 524, Żydów – 24 (w rzeczywistości austriackie spisy uwzględniały nie narodowość, ale język mieszkańców).   
Po zakończeniu I wojny światowej tereny, na których leży miejscowość – Śląsk Cieszyński stał się punktem sporu pomiędzy Polską i Czechosłowacją. W 1918 roku na bazie Straży Obywatelskiej miejscowi Polacy utworzyli dowództwo 2 kompanii Milicji Polskiej Śląska Cieszyńskiego pod dowództwem ppor. Sojki, której podlegały lokalne oddziały milicji.
Po podziale Śląska Cieszyńskiego w 1920 r. Trzyniec znalazł się w granicach Czechosłowacji, chociaż 69% mieszkańców stanowiła ludność polskojęzyczna (potem liczba ta szybko zaczęła się zmniejszać). 1 stycznia 1931 r. miejscowość otrzymała prawa miejskie. W październiku 1938 r. na skutek aneksji Zaolzia Trzyniec został włączony w skład Polski, jednak już rok później ponownie zmienił przynależność państwową, stając się częścią III Rzeszy.
W 1945 r. Trzyniec ponownie znalazł się granicach Czechosłowacji. W latach 50. w Łyżbicach, w południowej części miasta, zbudowano monumentalną socrealistyczną dzielnicę, która przejęła funkcję śródmieścia. Późniejszy rozwój przestrzenny to przede wszystkim budowa kilku osiedli bloków mieszkalnych, głównie w części południowo-zachodniej, a także rozbudowa huty (która stała się największą w kraju), co doprowadziło do zniszczenia historycznego centrum Końskiej, stanowiącej przed 1949 r. osobną gminę.

## Turystyka i zabytki
Najważniejszymi obiektami zabytkowymi i turystycznymi miasta są:
- neogotycki kościół ewangelicko-augsburski z 1899 r. (na Starym Mieście)
- neogotycki kościół pw. św. Albrechta z 1885 r. (na Starym Mieście)
- modernistyczny budynek wielofunkcyjny (na Starym Mieście)
- Rezerwat przyrody Velké doly (dzielnica Osówki)
- wyciąg krzesełkowy na szczyt Jaworowy (1032 m n.p.m.) i znajdujące się na nim schronisko górskie z 1895 r. jako najstarsze na Śląsku Cieszyńskim (dzielnica Oldrzychowice)
- rezerwat przyrody Gutské peklo na północnym stoku Jaworowego (dzielnice Guty i Oldrzychowice)
- kościół pw. Bożego Ciała (dzielnica Guty) – najstarsza drewniana świątynia w regionie, pierwotnie od 1563 r. protestancka, potem od 1654 r. katolicka – spłonął doszczętnie w 2017 roku
- rezerwat przyrody Čerňavina wokół szczytu Ostry (dzielnica Tyra)

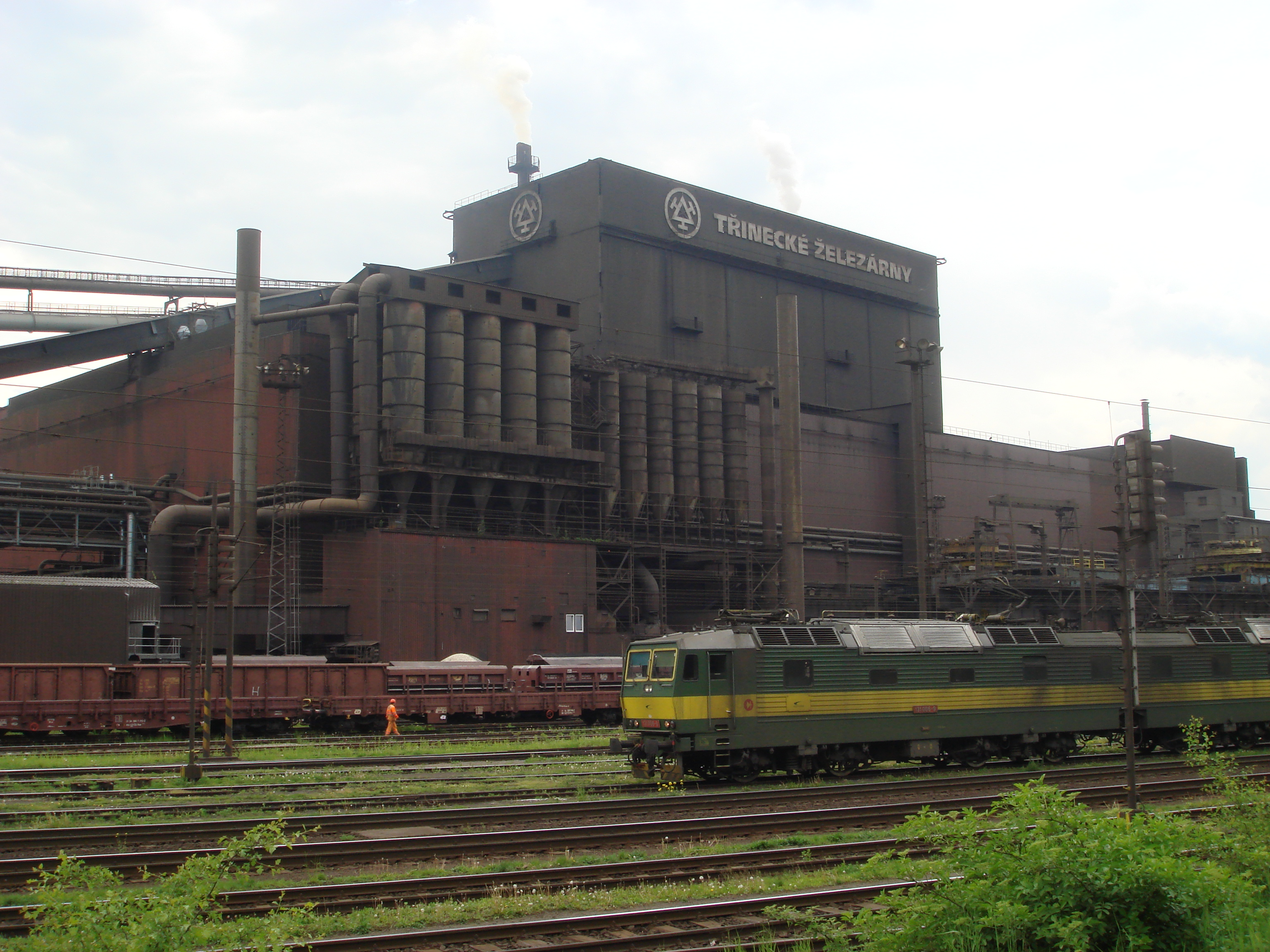
Huta trzyniecka
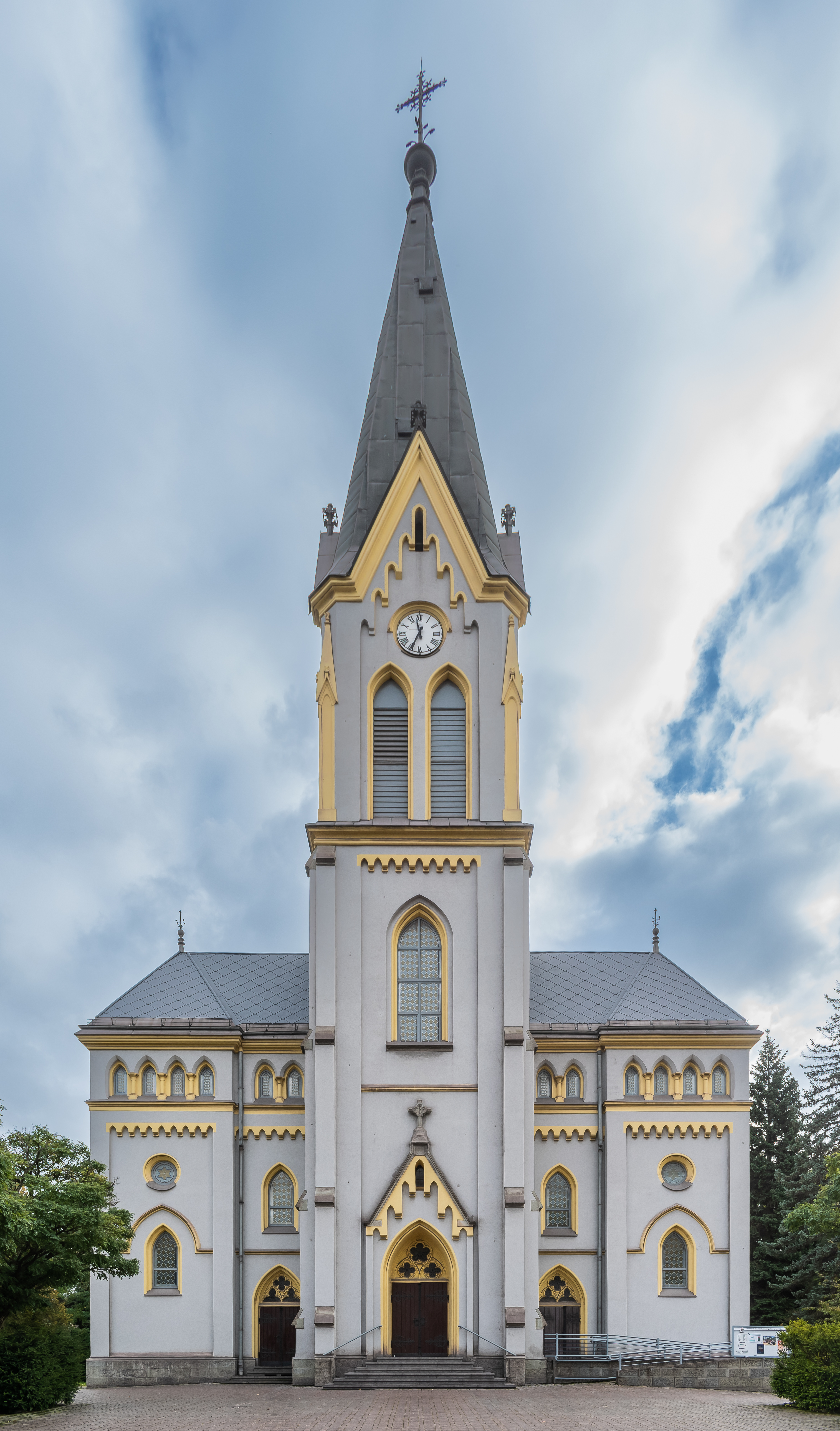
Kościół ewangelicko-augsburski
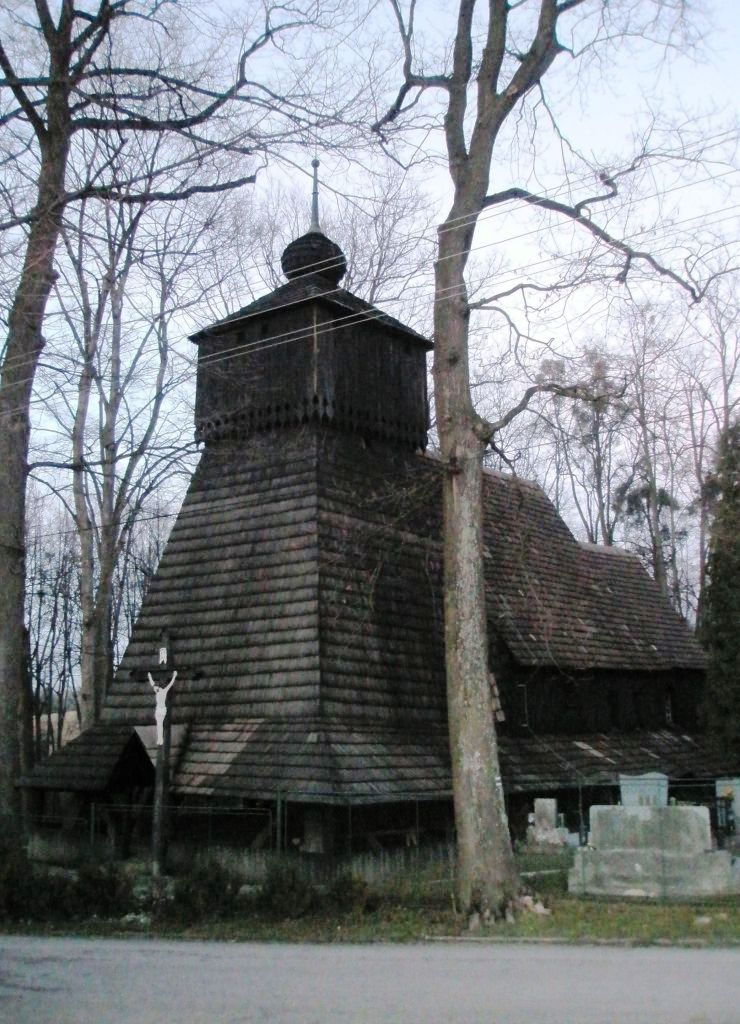
Kościół pw. Bożego Ciała
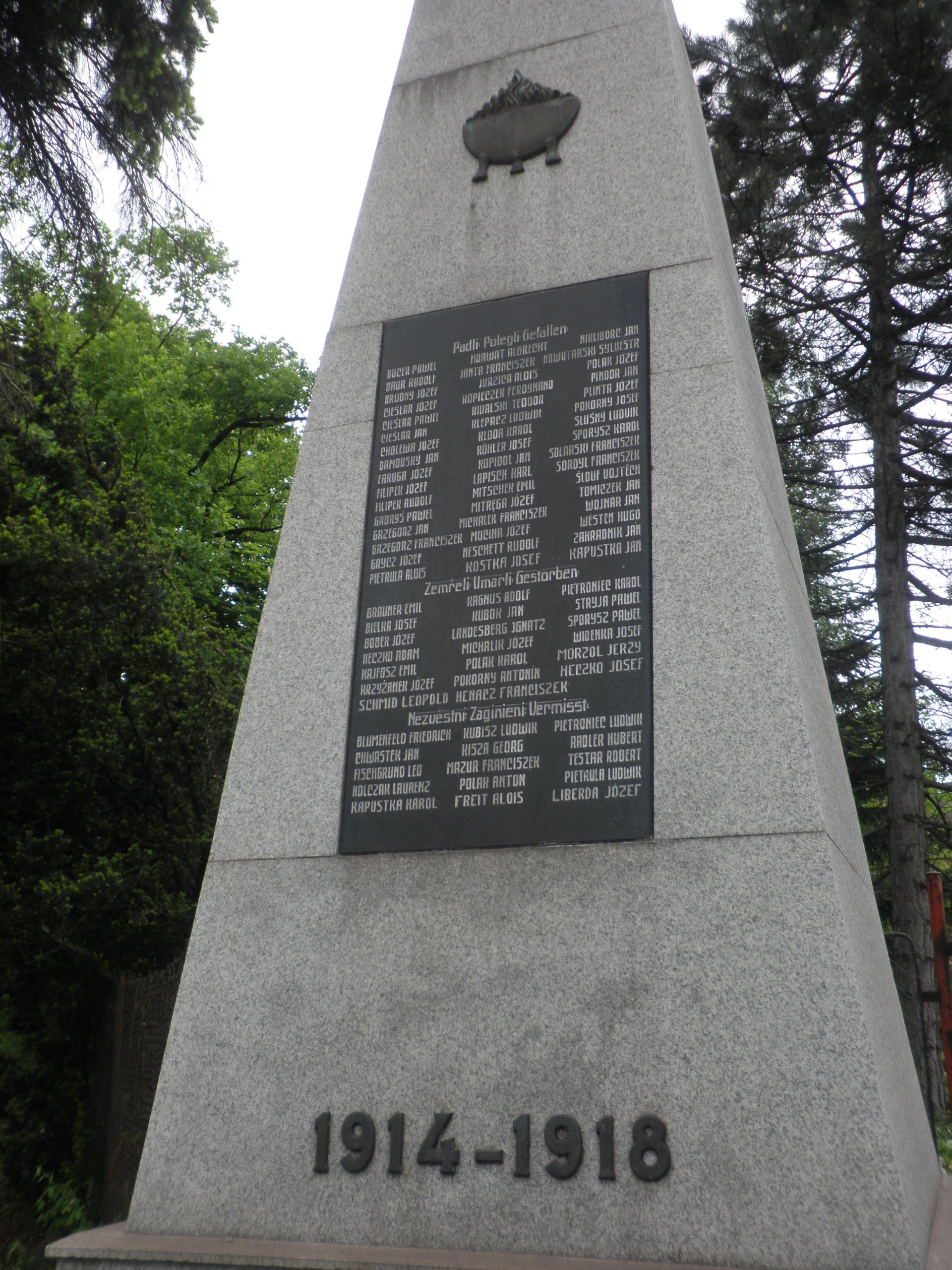
Pomnik ku czci ofiar I wojny światowej
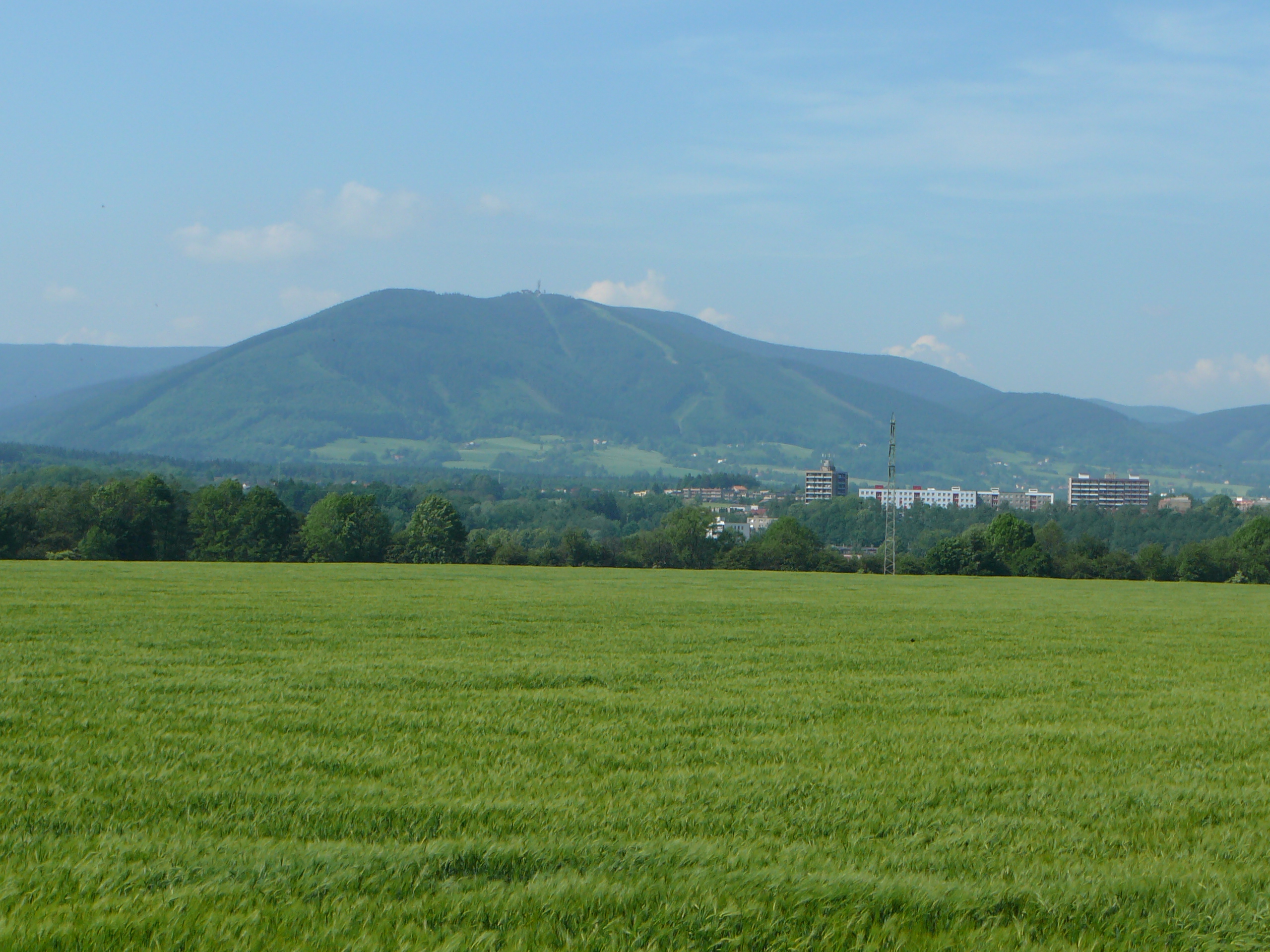
Szczyt Jaworowy
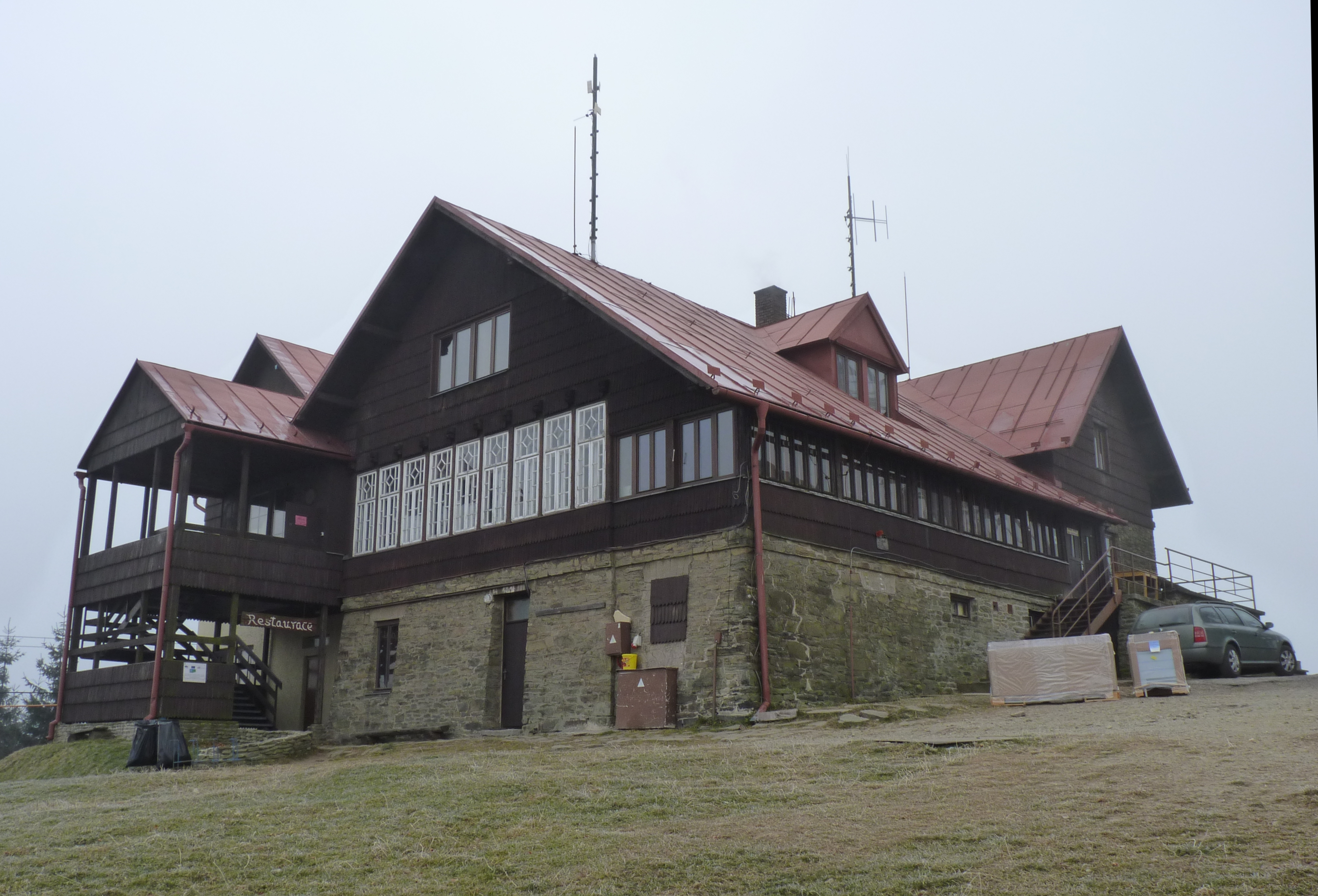
Schronisko górskie na Jaworowym

## Ludzie związani z Trzyńcem
- Ewa Farna (ur. 12 sierpnia 1993) – polska piosenkarka pop-rockowa;
- Tomáš Klus (ur. 15 maja 1986) – czeski aktor i piosenkarz[14];
- Tereza Mašková (ur. 11 kwietnia 1996) – czeska piosenkarka i laureatka piątej serii konkursu czesko-słowackiego SuperStar;
- Markéta Konvičková (ur. 17 maja 1994) – czeska piosenkarka;
- Petr Gawlas (ur. 26 stycznia 1962) – od 2010 senator Republiki Czeskiej;
- Tadeusz Kraus (ur. 22 października 1932) – czechosłowacki piłkarz polskiej narodowości;
- Eduard Ovčáček (ur. 5 marca 1933) – czeski grafik i malarz;
- Józef Szymeczek (ur. 18 listopada 1973) – polski historyk i działacz społeczny na Zaolziu;
- Václav Svěrkoš (ur. 1 listopada 1983) – czeski piłkarz;
- Adam Wawrosz (ur. 24 grudnia 1913, zm. 18 grudnia 1971) – polski poeta, pisarz oraz działacz narodowy;
- Gustaw Przeczek (ur. 30 maja 1913, zm. 21 lutego 1974) – pisarz, poeta, nauczyciel i działacz na terenie Zaolzia;
- Janusz Gaudyn (ur. 25 lutego 1935, zm. 22 czerwca 1984) – polski lekarz, pisarz, działacz organizacji polonijnych na Zaolziu.
- Andrzej Rzońca (ur. 30 października 1977) – polski ekonomista;

## Sport
Siedzibę ma tu także klub hokejowy HC Oceláři Třinec, który także dawniej posiadał sekcję piłkarską i jest spadkobiercą klubu Zaolzie Trzyniec. Klub unihokejowy FBC Intevo Třinec również znajdował się w Trzyńcu. Swoją siedzibę ma tu klub piłkarski FK Třinec, który jest spadkobiercą klubu piłkarskiego Siła Trzyniec. 

## Miasta partnerskie
- Bielsko-Biała
- Żylina